# كرين (أردبيل)
كرين هي قرية في مقاطعة خلخال، إيران. يقدر عدد سكانها بـ 268 نسمة بحسب إحصاء 2016.